# Château de Chanteloup (Indre-et-Loire)
Ne doit pas être confondu avec Château de Canteloup.
Pour les articles homonymes, voir Chanteloup et Château de Chanteloup.
Le château de Chanteloup était un château du XVIIIe siècle situé dans la vallée de la Loire, plus précisément dans les hauteurs de la ville d'Amboise (Indre-et-Loire), qui fut construit pour le compte de la princesse des Ursins, puis fut considérablement embelli et agrandi par le duc de Choiseul, ministre de Louis XV.
Détruit avant 1830 par des marchands de biens, il ne reste du domaine de Chanteloup que la pagode de Chanteloup et son parc, monument historique édifié par Louis-Denis Le Camus pour le compte du duc de Choiseul en 1775, et ouvert à la visite depuis la fin des années 1990 par la famille André.
Après plusieurs protections successives (première inscription en 1937), le domaine fait l’objet d’un classement au titre des monuments historiques depuis le 26 février 1996. Ce classement comprenant le pavillon ouest, le pavillon est et leurs grilles, la maison du jardinier, le pavillon du concierge et la pagode de Chanteloup et son parc de 20 hectares. Sont inscrits au titre des Monuments historiques la sucrerie, la terrasse et le jardin.

## Historique du château de Chanteloup
Au XVIIe siècle, la terre de Chanteloup appartint à la famille Le Franc, qui la vendit en 1695.
Le 22 février 1708, Jean Bouteroue d'Aubigny, écuyer, conseiller-secrétaire du Roi, achète la seigneurie de Chanteloup à Louis Le Boultz, grand-maître des Eaux et Forêts de France au département de Touraine, Anjou et Maine. Le domaine comporte alors un manoir composé d'un corps de logis, deux tours, une chapelle, un colombier, des dépendances et un jardin.
Secrétaire et proche de la princesse des Ursins, Jean Bouteroue d'Aubigny est aussi le neveu de Claude Bouteroue d'Aubigny, intendant de la Nouvelle-France de 1668 à 1670.
Jean Bouteroue d'Aubigny entreprend en 1711 la construction d'un nouveau château à Chanteloup, où il meurt en 1732. Cette demeure est construite sur deux niveaux, suivant un plan en "U", accompagnée d'une orangerie monumentale, de dépendances, et entourée d'un parc, comportant des parterres et bassins à jeux d'eau.
Elle est principalement décorée par Henri de Favanne. La construction est attribuée (sans preuves) à l'architecte Robert de Cotte.
La fille de Jean Bouteroue d'Aubigny, Adélaïde Jeanne (1717-1746), épouse en 1733 Louis de Conflans, marquis d'Armentières (1711-1774), lieutenant général des armées du Roi en 1746, qui sera fait maréchal de France en 1768.
Le 24 février 1761, le marquis d'Armentières vend le château de Chanteloup à Etienne François de Choiseul, duc de Choiseul, gouverneur de la Touraine et principal ministre de Louis XV entre 1758 et 1770.

### Le duc de Choiseul
Le duc de Choiseul fait considérablement étendre et transformer le château et son domaine à partir de 1761.Grâce à lui, Chanteloup devient une magnifique résidence de campagne, entourée de beaux jardins, qu'on n'hésite pas à comparer à Versailles.
Le corps de logis principal du château n'est que légèrement modifié, mais ses dépendances et son parc sont considérablement étendus. 

L'architecte du duc de Choiseul, Louis-Denis Le Camus, prolonge le corps de logis à chacune de ses extrémités par un portique de colonnes toscanes menant à un pavillon quadrangulaire couvert en terrasse. Le pavillon Est est aménagé pour les bains, celui de l'ouest en chapelle. Il procède aussi à des aménagements intérieurs et édifie de vastes communs, organisés autour de trois cours.

« On entretenait un petit orchestre au château. Choiseul « avait six musiciens », précise Cheverny, « outre un jeune homme qui touchait supérieurement du clavecin ; soit lui, soit la duchesse jouaient aussi d'un piano-forte organisé. Une pièce après le salon était destinée pour la musique, et tous les jours, de midi à une heure, on y exécutait en symphonie ce qu'il y avait de mieux et de plus nouveau ». Le duc engagea aussi un compositeur réputé, [l'organiste Claude] Balbâtre qui, selon [Jean-Jacques] Barthélemy, donnait à la duchesse des leçons de clavecin et se produisait lui-même en concert au piano-forte ou au clavecin devant la compagnie assemblée. »

La façade sud comportait deux ailes en retour, la façade nord étant presque rectiligne.
L'accès principal, au nord, est précédé d'une ample avenue, longue d'environ 1300 m. et large d'environ 55 m., qui le relie directement à la Loire. Cette avenue s'achève sur une grille d'entrée cantonnée par deux pavillons, dont l'un subsiste aujourd'hui. De nouveaux parterres sont dessinés.
Au sud, une autre perspective, face au château, était limitée par la forêt, dans laquelle s'ouvraient des allées en éventail.
En 1764, le duc de Choiseul (-Stainville) est fait duc de Choiseul (-Amboise) : son duché est transféré de sa terre familiale de Stainville à celle de Chanteloup et Amboise.
L'aspect du domaine à cette époque est connu, notamment, par les miniatures de l'une des deux tabatières Choiseul, exécutées vers 1767 par  Louis Nicolas van Blarenbergue.
Disgracié en 1770 en raison de sa trop grande proximité avec les parlements et de son opposition parfois publique à la politique du roi, ainsi que de ses quolibets sur Mme du Barry, favorite du roi, il se retire au château de Chanteloup sur ordre du roi jusqu'à la mort de ce dernier en mai 1774 et y reçoit des visiteurs venus de toute l'Europe, tenant une véritable cour et donnant de fastueuses réceptions.
Choiseul continue alors l'aménagement de son domaine avec l'objectif d'en rendre plus confortable le séjour en hiver et de valoriser son exploitation agricole.
Le 3 décembre 1774, c'est encore l'architecte Le Camus qui signa sur place un marché, pour la construction du château de Leugny à Azay-sur-Cher (Indre-et-Loire).
Les travaux, effectués à Chanteloup sous la direction de l'architecte du duc de Choiseul, Louis-Denis Le Camus, se terminent par la construction de la pagode, entre 1775 et 1778 avec l'aménagement d'une partie du parc en jardin anglo-chinois, laissant les Choiseul dans une situation financière délicate.
Après la mort de Choiseul en 1785, les créances, entre autres du menuisier tourangeau Thomas Bodin à qui le fleuriste du château avait commandé des caisses pour les orangers, et de Jacques-Joseph Duquesne, ingénieur au château depuis 1779, qui mentionne l'intervention d'un plombier ayant fourni des bronzes pour la letterie et le Rocher et les ouvriers qui mirent en place le nouveau bosquet vert, furent enregistrées au bailliage d'Amboise.
Le 20 juillet 1786 le domaine est vendu au duc de Penthièvre, qui l'ajoute à une panoplie d'autres domaines : Le château de Chanteloup ne sera plus habité que par intermittence.
Ancien mobilier du château :
- un portrait peint de Marie-Anne de La Tremoille , princesse des Ursins, attribué à un artiste de l'école allemande vers 1630 ( dan sun cadre a cassetta en bois doré de cette époque), ayant figuré dans une vente de la SVV Libert et associés à Paris le 25/06/2025, proviendrait du château (reprod. coul. p 65 du n°24 de "La Gazette Drouot" du 20/06/2025); 
- suite de  douze chaises du modèle dit « à la Reine », estampillées Jacob (vers 1785 ?) et portant la marque au fer du château, provenant de la descendance du duc, figura dans la vente mobilière par l'étude Delorme / Collin du Bocage a Paris le 8/06/2012 (n°407 du catalogue, reprod. coul. du lot p.122 et d'une chaise p.123).
- ensemble mobilier de style Transition (grand canapé, fauteuil « à la Reine » et « Tête-à-tête en bois redoré », plus deux fauteuils d'époque postérieure) commandé à Jacob par Choiseul pour le château et ayant appartenu ensuite à Pentehièvre figura dans une vente aux enchères publiques à la fin du XXe siècle (reprod. coul. du fauteuil dans La Gazette de l'Hôtel Drouot).
- fauteuil en bois doré (vers 1770) dit « exécuté pour la maison de campagne du duc de Choiseul - Chanteloup » est conservé au Victoria et Albert Museum (reprod. coul. p.94 de L'art européen au Victoria and Albert Museum par A. Burton et S.Haskins, 1983).
- « meuble »  de salon composé de deux bergères et six chaises en bois sculpté et doré (avec tissu original brodé) estampillés vers 1745 par l'ébéniste Nicolas Q. Foliot, portant la marque des châteaux de Chanteloup et de Sceaux, ayant appartenu au duc de Penthièvre et décrit sur place en 1794, est conservé dans la collection Rothschild de Waddesdon Manor, Bucks, Grande-Bretagne.
À la mort du duc de Penthièvre, en mars 1793, le domaine est placé sous séquestre, puis restitué après thermidor (1794) à sa fille, la ci-devant duchesse d'Orléans. À la suite du coup d'état du 18 fructidor an V (4 septembre 1797), il est confisqué et devient bien national alors que la duchesse d'Orléans, restée jusqu'alors en France, est obligée de s'exiler. Il est vidé de son mobilier, partiellement transféré au musée des beaux-arts de Tours, qui conserve depuis des dessins et des tableaux dont des Boucher peints pour Madame de Pompadour, une commode laquée de Demoulin, un grand bureau plat marqueté à cartonnier attribué à Simon Oeben.
Le 27 février 1798, le domaine est vendu à Guillaume Barbier-Dufay, puis, faute de paiement, revendu le 31 juillet 1802 à Jean-Antoine Chaptal,.

### Jean-Antoine Chaptal
Jean-Antoine Chaptal (1756-1832), docteur en médecine et chimiste, est alors ministre de l’Intérieur de Bonaparte. Démissionnaire en 1804, il est nommé sénateur, puis devient pair de France (1814) et pair de France héréditaire (1819).
En 1808, il reçoit de Napoléon le titre de comte de l'Empire ; en 1809, un majorat assis sur le domaine de Chanteloup, d'une contenance de 295 hectares, est érigé pour fonder ce titre. En 1819, ce majorat est transféré sur la pairie héréditaire qui lui a été octroyée par Louis XVIII.
Chaptal cultive des betteraves dans le parc pour produire du sucre mais, à la suite des difficultés rencontrées par son fils Jean-Baptiste-Marie, vicomte Chaptal de Chanteloup qui est un industriel spécialisé dans la chimie, il charge son homme d'affaires et fondé de pouvoir Baudrand de vendre terres et bâtiments à partir de 1823. 
Louis-Philippe d'Orléans, petit-fils du duc de Penthièvre, hésite à racheter l'ensemble du domaine puis se contente de racheter, le 13 mars 1823, la pagode, avec 228 hectares de forêt.
les ventes par lots s'accélèrent après la faillite prononcée de Baudrand, en 1827, et jusqu'en à 1829. N'ayant pas trouvé preneur, le corps du château est finalement vendu à un démolisseur appartenant à la Bande noire, association de marchands de biens et liquidateurs de grands domaines fonciers qu'ils dépècent pour en vendre les matériaux, et sous les directives des banquiers Prosper Enfantin et de Jacques Laffitte, devenus les principaux créanciers du fils Chaptal. La demeure est ainsi entièrement détruite en 8 semaines. 
À la mort de Louis-Philippe, en 1850, sa fille la princesse Clémentine d'Orléans (1817-1907), épouse du prince Auguste de Saxe Cobourg Gotha hérite de la pagode et de la forêt.
En plus de la pagode, il ne reste aujourd'hui que le pavillon dit du Concierge et deux pavillons de l'avant-cour encadrant la grille, visibles sur le tableau reproduit ci-contre.
Le musée Hôtel Morin d'Amboise conserve un grand plan aquarellé encadré intitulé Environs de Chanteloup, où figure au centre le domaine.

## La pagode

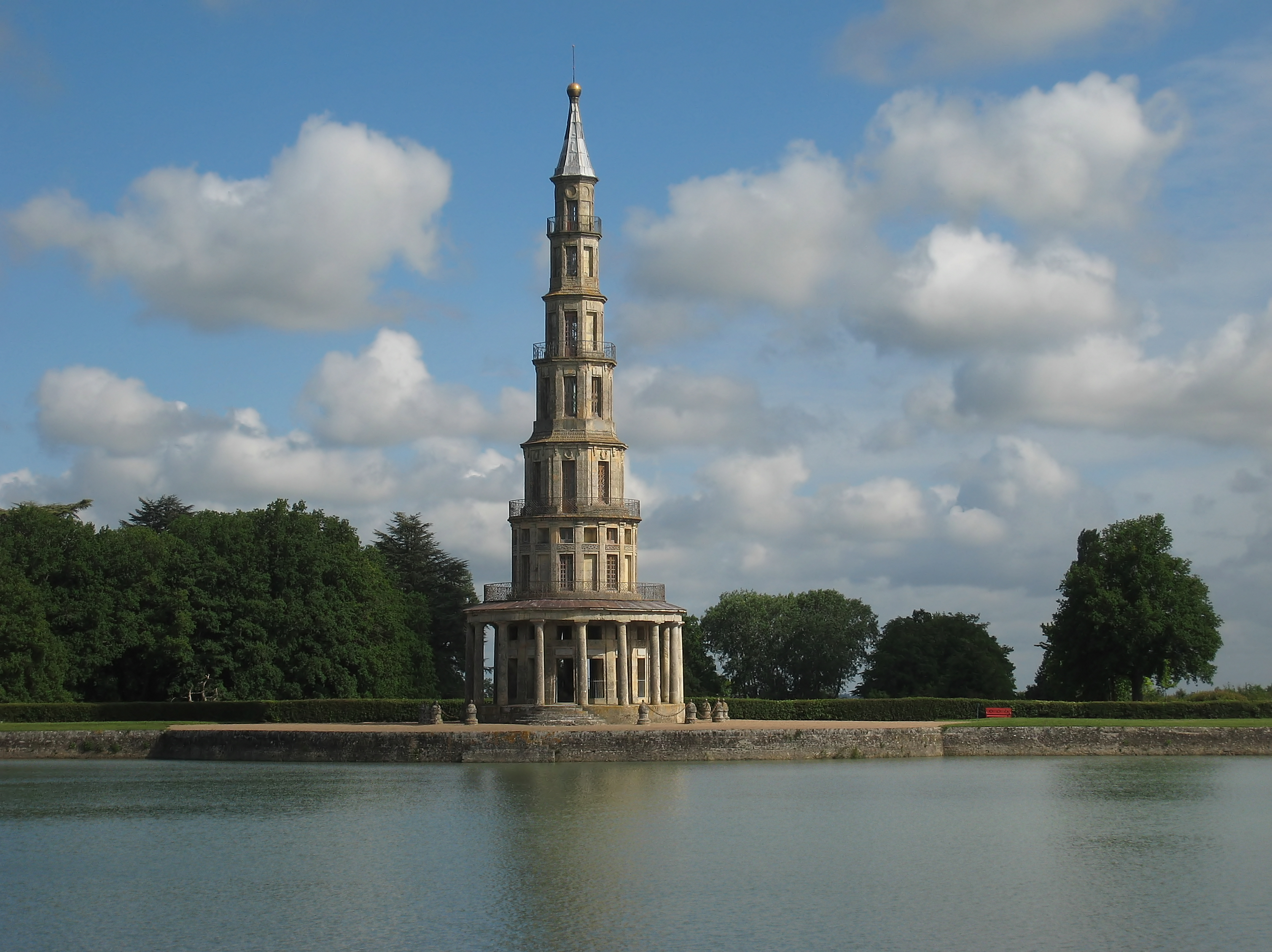
La pagode.

La pagode de Chanteloup, appartenant à une série de fabriques de jardin propres au XVIIIe siècle, s'élève à la lisière de la forêt d'Amboise, au bord d'une vaste pièce d'eau demi-circulaire qui se prolongeait au sud par un grand canal aujourd'hui engazonné et formant un boulingrin,,,. Située au sud du château au sommet d'une colline, elle formait le point de rencontre entre sept longues avenues percées dans la forêt d'Amboise.
Véritable temple dédié à l'Amitié et la Reconnaissance aux Amis, elle fut construite entre 1775 et 1778 par Le Camus à la demande du duc de Choiseul, comme un tribut élevé à la fidélité de ceux qui, bravant le roi, venaient le visiter à Chanteloup durant sa disgrâce. L'inscription suivante, rédigée par l'abbé Barthélemy, l'un des hôtes habituels de Chanteloup à l'époque, y fut apposée :
"Ce monument, construit sur les dessins de Louis-Denis Le Camus, architecte, fut commencé le 2 septembre 1775 et achevé le 30 avril 1778. Sa hauteur est de 120 pieds et demi. Le dernier étage est élevé au dessus de la mer de 95 toises, 4 pouces.
Étienne François, duc de Choiseul, pénétré des témoignages d'amitié, de bonté, d'attention, dont il fut honoré pendant son exil par un grand nombre de personnes empressées à se rendre en ce lieu, a fait élever ce monument pour éterniser sa reconnaissance".
Devant l'absence de sources et les difficultés de recueillir des eaux de ruissellement, Choiseul fit venir de Valenciennes l'ingénieur hydraulique Pierre-Joseph Laurent, créateur des canaux, qui, afin d'amener les eaux de l'étang des Jumeaux, traça un canal à travers la forêt sur treize kilomètres, qui fut détruit à la Révolution de 1789 pour récupérer le plomb du réseau des canalisations.
Cette construction, et l'aménagement d'un grand « miroir d'eau » en demi-lune terminé par un grand canal dans laquelle elle se reflète, achevèrent la transformation des jardins de Chanteloup ; elle fut destinée à des fêtes nocturnes.
Au premier étage, Choiseul aurait fait graver les noms de ses visiteurs sur des tables de marbre blanc, ensuite retournées face contre le mur aux dires du colonel Thornton, touriste anglais en 1802, et de l'architecte Fontaine, chargé en 1823 par le duc Louis-Philippe d'Orléans d'examiner la pagode foudroyée. En 1935, le résultat d'une éventuelle remise en place de ces tables fut jugé aléatoire par René-Edouard André, propriétaire du domaine.
Les pierres « dures, dorées, d'une magnifique patine » utilisées pour édifier la pagode proviendraient de l'un des châteaux de Louise Marie Adélaïde de Bourbon, fille du duc de Penthièvre et femme du duc Louis Philippe d'Orléans (Philippe Égalité), la Bourdaisière, à Montlouis, détruit en partie à la suite d'un caprice de Choiseul (ce château a été reconstruit sous la Terreur par Armand Joseph Dubernad).
La silhouette générale évoque ces « chinoiseries » de fantaisie en vogue au XVIIIe siècle, comme celle des Jardins botaniques royaux de Kew (Kew Gardens), près de Londres, édifiée par William Chambers pour la princesse de Galles — lourde construction cylindrique en briques reposant sur un énorme soubassement — d'où le nom de « Pagode », mais la colonnade, les quatre balcons de ferronnerie et toute la décoration sont de pur style Louis XVI.
L'audace de l'architecte, qui a construit chaque étage « en coupole » est d'avoir coupé chacune d'elles, supportant les étages, par l'escalier intérieur de 149 marches qui monte jusqu'au sommet.
Haute de 44 mètres, la pagode comporte sept étages, en retrait les uns sur les autres (principe de la longue-vue), qui reposent sur un péristyle du plus pur style Louis XVI circulaire de seize colonnes et seize piliers.
Il semble que sa structure ne doive rien au hasard : elle a été construite au point de convergence de sept allées forestières longues de trois lieues chacune, elle compte sept étages, l'escalier d'entrée à sept marches, elle est surmontée d'un globe doré symbolisant le soleil et la pièce d'eau à ses pieds a la forme d'une demi-lune. Sans qu'on puisse l'affirmer, il faut peut-être y voir un symbolisme maçonnique, très en vogue à l'époque.
La pagode a été restaurée en 1908-1910 sous la direction de l'architecte et ingénieur René Édouard André, fils du célèbre botaniste, architecte et paysagiste Édouard André (1840-1911) auteur de L'art des Jardins, traité général de la composition des parcs et jardins (Paris, Masson, 1879), et appartient aujourd'hui à ses descendants.

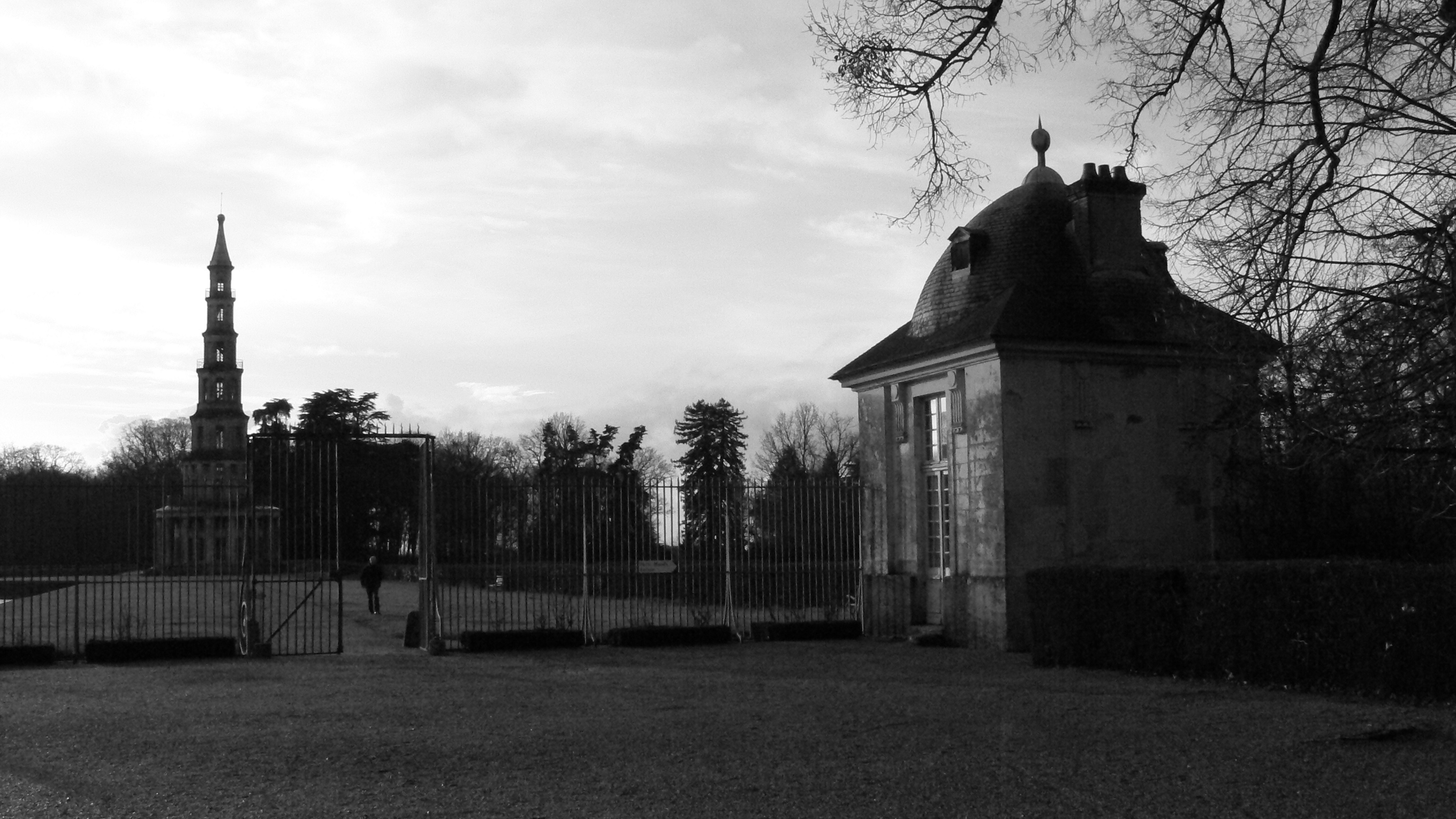
La pagode de Chanteloup et le pavillon du Concierge.

Les « anciens jardins de Chanteloup : parties comprenant des parties architecturées (...) le site en terrasse de la pagode (..), le pavillon dit du Concierge et celui dit de la grille dorée ; une partie du parc boisé entourant l'ancien grand canal » ont été inscrits à l'Inventaire Supplémentaire des Monuments Historiques les 30 mai et 11 juillet 1994.
En 1913, l'écrivain Jehanne d'Orliac fait l'acquisition du pavillon dit de la « grille dorée », un des bâtiments encore existant du château de Chanteloup. Une de ses amies, Lucie Delarue-Mardrus, parle de son « petit château de rêve ». C'est dans ce lieu historique, que Jehanne d'Orliac s'intéresse au passé de ce château et à ses célèbres occupants d'autrefois, notamment le comte Étienne-François de Choiseul.
Jehanne d'Orliac, morte en 1974, avait légué ce bien à la ville d'Amboise et au département d'Indre-et-Loire.
Le pavillon du Concierge de la Pagode, construit à l’entrée de l’esplanade de la Pagode, abrite aujourd'hui un petit musée dans lequel on voit une exposition de reproductions de plans du château et des jardins de Chanteloup, ainsi que des tableaux et portraits des personnes illustres de Chanteloup. Les visiteurs pourront notamment suivre une visite virtuelle du château et des jardins du temps de Choiseul en visionnant le film 3D diffusé à l'intérieur du musée.
Quelques éléments du décor sculpté du domaine se trouvent en Touraine :
- les deux grands vases en marbre de forme dite « Médicis », godronnés, sur l'esplanade - côté ville - du pont Wilson à Tours ;
- la paire de sphinges encadrant l'allée d'honneur du château de Chenonceau ;
- les deux hautes colonnes de pierre à fût cannelé dans le parc du château de Valmer à Chançay.